# Powiat dubieński
Powiat Dubieński - według Słownika geograficznego Królestwa Polskiego i innych krajów słowiańskich z roku 1880, Tom XV cz.2, Powiat Dubieński zwany był również jako KURASZOWSZYZNA .
Powiat dubieński (dubnowski) – dawny powiat guberni wołyńskiej, później pod Zarządem Cywilnym Ziem Wschodnich w Okręgu Wołyńskim, od 17 stycznia 1920 r. pod Zarządem Cywilnym Ziem Wołynia i Frontu Podolskiego. 1 czerwca 1920 r. przekazany Rządowi Rzeczypospolitej Polskiej, 19 lutego 1921 r. wszedł w skład nowo utworzonego województwa wołyńskiego II Rzeczypospolitej. Jego siedzibą było miasto Dubno. W skład powiatu wchodziło 12 gmin wiejskich, 2 miejskie, 353 gromady wiejskie (sołectwa) i 2 miasta.

## Przed 1918 r.
Powiat lub ujezd dubieński dawny powiat guberni wołyńskiej z siedzibą w Dubnie. Położony między powiatami: włodzimierskim, łuckim, rówieńskim, ostrogskim i krzemienieckim, od zachodu zaś częściowo rzeka Styr i jej dopływy oddzielają go od Galicyi.

## Dane
Powiat dubieński zajmował południową część województwa wołyńskiego i graniczył: na zachodzie z powiatem horochowskim, od północy z powiatem łuckim, od wschodu z powiatem rówieńskim i zdołbunowskim, od południa z powiatem krzemienieckim.
Powierzchnia powiatu wynosiła 3275 km², a ludność – 226,7 tys. osób (według spisu z 1931 r.), dając wskaźnik zamieszkania 69 osób na 1 km².
Powiat w większości zamieszkany był przez ludność ukraińską liczącą 158,3 tys. (69,8%). Drugą narodowością – pod względem liczebności – byli tam Polacy w liczbie 34,0 tys. (15%) osób, reszta to Żydzi, Czesi i inne nieliczne grupy narodowościowe.
Według drugiego powszechnego spisu ludności z 1931 roku powiat liczył 226 709 mieszkańców, 27 638 było rzymskokatolickiego wyznania, 838 – unickiego, 172 674 – prawosławnego wyznania, 2 569 – augsburskiego, 181 – reformowanego, 47 – unijne ewangelickie, 748 osób podało wyznanie ewangelickie bez bliższego określenia, 3 664 – inne chrześcijańskie, 18 227 – mojżeszowe, 12 – inne niechrześcijańskie, 83 osób nie podało przynależności konfesyjnej.

## Podział administracyjny

### Gminy
- gmina Beresteczko (miejska)[6]
- gmina Beresteczko[6]
- gmina Buderaż[7]
- gmina Boremel
- gmina Dubno (miejska)
- gmina Dubno (wiejska)
- gmina Jarosławicze
- gmina Kniahinin
- gmina Krupiec (siedziba: Rudnia Poczajowska)
- gmina Malin
- gmina Mizocz[7]
- gmina Młynów
- gmina Ołyka (miejska)[8]
- gmina Ołyka[8]
- gmina Radziwiłłów (miejska)[9]
- gmina Radziwiłłów (wiejska)[9]
- gmina Sudobicze
- gmina Tesłuchów
- gmina Warkowicze
- gmina Werba

### Miasta
- Beresteczko[6]
- Dubno
- Ołyka[8]
- Radziwiłłów[9]

## Starostowie
- Tadeusz-Józef Walicki (1920-)[10]
- Jerzy Bonkowicz-Sittauer (1932-1936)[11]